# نیکول هنری
نیکول هنری خواننده جاز آمریکایی است. آهنگ Henry's Teach Me Tonight به شماره ۱ در ژاپن رسید و به عنوان بهترین آلبوم جاز آواز HMV ژاپن در سال ۲۰۰۵ انتخاب شد او در سال ۲۰۱۳ برنده جایزه موسیقی سول‌ترین برای «بهترین اجرای جاز سنتی» شد.
نیکول هنری در فیلادلفیا، پنسیلوانیا به دنیا آمد. پدرش، آل هنری، هنگامی که برای تیم فیلادلفیا خانواده‌اش را نقل مکان کرد و او در جامعه کوچک اندلس، شهر بنسالم، شهرستان باکس بزرگ شد.